# Línea 3 (Metro de Madrid)
La línea 3 del Metro de Madrid recorre la ciudad de noroeste a sur para terminar en Getafe, uniendo las estaciones de Moncloa y El Casar, discurriendo por 19 estaciones que configuran un trayecto de 17,49 km de vía en túnel de gálibo estrecho, con un recorrido de aproximadamente 34 minutos. 
Es la única línea de la red que se ha visto remodelada completamente para renovar su estética, funcionalidad y seguridad, hacerla accesible a personas con movilidad reducida y sobre todo para prepararla para la mayor afluencia de viajeros que soportaría con la ampliación que se realizó tras esta remodelación, llegando incluso a tunelar de nuevo la cabecera norte de la línea (en Moncloa) para facilitar su trasbordo con la línea 6 y el intercambiador de autobuses, y preparar una hipotética prolongación.

## Historia

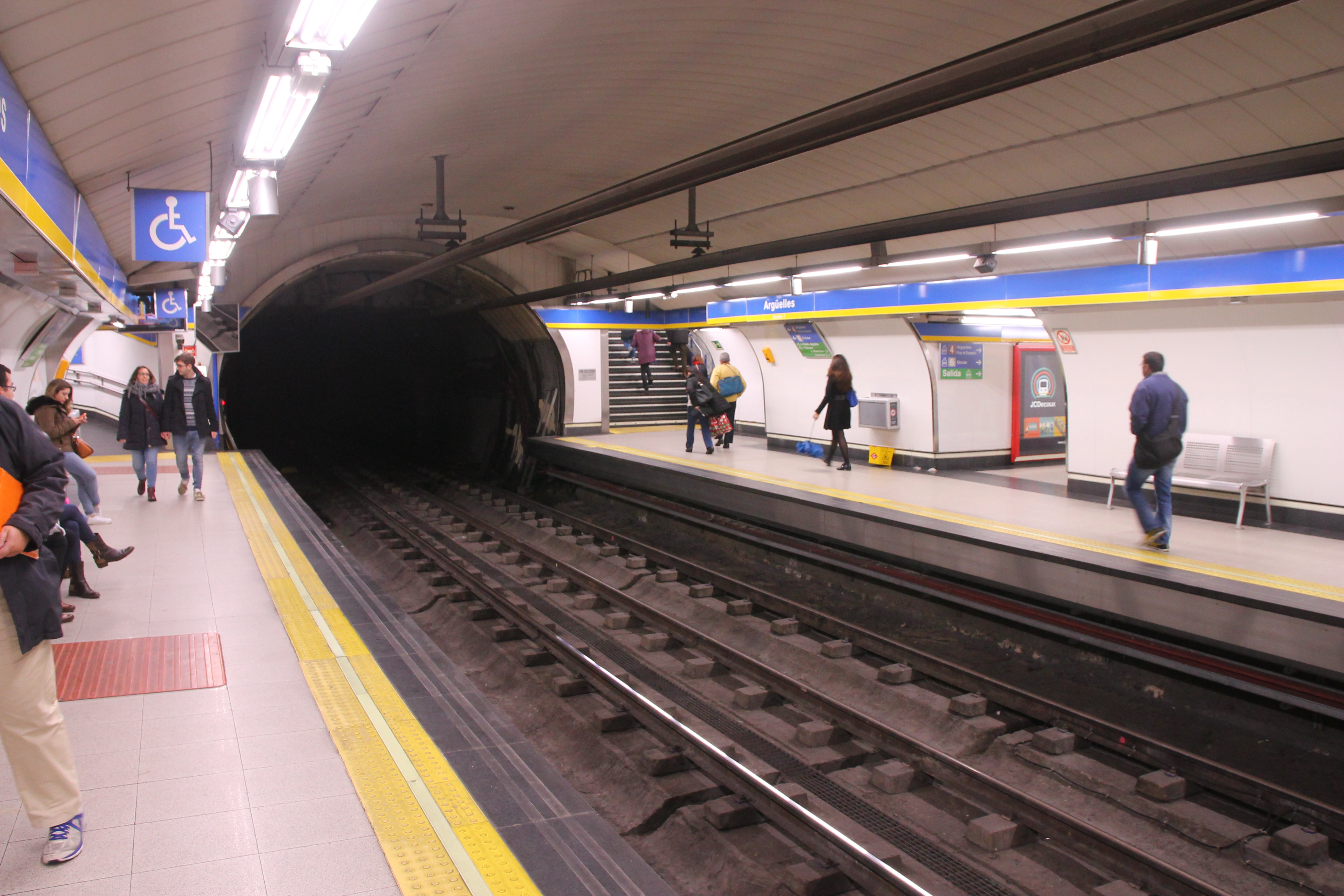
Andenes de la estación de Argüelles.

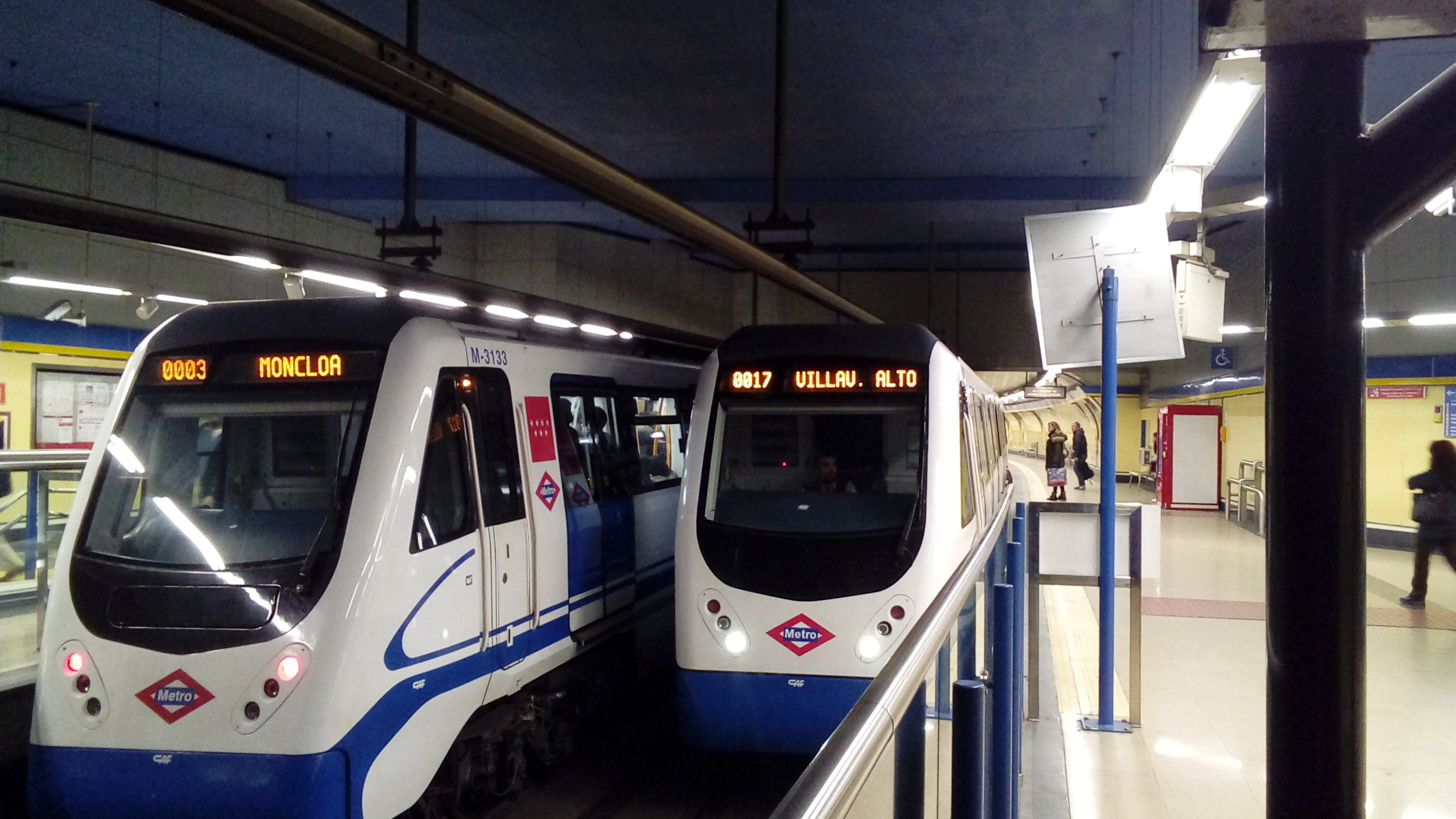
Dos trenes de la serie 3000 en la estación de Lavapiés

Tras el éxito inaugural del Ferrocarril Metropolitano que puso en marcha en 1919 el rey Alfonso XIII de España y en pleno auge de este medio, en 1934 se inició un concurso para adjudicar las obras de la nueva línea entre Sol y Embajadores, obras que empezarían en ese mismo verano, pero con numerosos problemas dado que se solía encontrar agua en el subsuelo.

### Sol – Embajadores
En 1935 se adjudicó a CAF (por aquel entonces Compañía Auxiliar de Ferrocarriles) la construcción de ocho coches para la nueva línea, encargo que se elevó a 16, dado que se preveía la ampliación de la línea y una próxima subida del precio del hierro. Los dieciséis motores eléctricos los fabricó la empresa Geathom. Durante el verano de ese año las obras, que avanzaban a buen ritmo, encontraron nuevas dificultades: el pozo de máxima profundidad de la plaza de Benavente se inundó, dada la composición del terreno en la calle Preciados hubo que apear todas sus casas y hubo que aumentar las precauciones bajo la Puerta del Sol y el Ministerio de Gobernación, entre otros problemas. Finalmente, la línea se abrió al público el 9 de agosto de 1936, en plena Guerra Civil.

### Sol – Moncloa
Ya en 1935, el fundador de la constructora Agromán, el ingeniero Alejandro San Román, ofertó al metro la contrata para las obras de la hipotética ampliación de la línea hasta Argüelles, oferta que la compañía no rechazó y que a finales de ese año fue aprobada por el Ministerio. Desde el 6 de agosto de 1936 se dejaba el metro abierto por las noches para que los vecinos pudieran refugiarse, y una vez acabada la Guerra Civil, y superadas las pérdidas que ocasionó, se inauguró oficialmente la ampliación de la línea 3 hasta Argüelles el 15 de julio de 1941, con la presencia de Alfonso Peña Boeuf, ministro de Obras Públicas, y Alcocer y Ribacoba, alcalde de Madrid, quedando abierta al público al día después.

### Embajadores – Delicias – Legazpi
A finales de 1945 se otorgó la concesión para la ampliación de la línea hasta Legazpi con un plazo de tres años y poco después se iniciaron las obras con cinco grandes pozos de ataque. En los años siguientes, la subida del precio de las materias primas y las restricciones de electricidad encabezaban la lista de problemas de la ampliación. También se retrasaba la entrega de material auxiliar como martinetes, tablestacas o cemento, lo que llevó a varios quebraderos de cabeza. En 1948 se reforzaron los cables de alimentación de Callao a Embajadores ante el previsible aumento de la demanda de viajeros tras la nueva ampliación. Además se adquirió un solar en Delicias para instalar una subestación para la línea. El 25 de marzo de 1949 se abrió al público la ampliación, pero únicamente hasta esta última parada, tras pasar nuevas demoras por culpa de los materiales auxiliares importados del extranjero, ya que no estaba autorizada la importación. El tramo hasta Legazpi tendría que esperar dos años más para ver la luz.
La ampliación a Legazpi se aplazaba continuamente por los retrasos en la consecución de tablestacas. Mientras se hacía lo que se podía con la baja tensión de la electricidad de la zona y se desviaba el tranvía de la plaza de la Beata María Ana, la recaudación del nuevo tramo de la línea iba en constante aumento hasta que por fin, se inauguró en 1951. El 17 de julio de 1963 se inauguró la ampliación hasta Moncloa, tal y como estaba contemplada en el plan de urgencia. Con esta nueva parada se pretendía descongestionar el autobús E y dar mejor servicio a aquellos que fueran a la Ciudad Universitaria.

### Legazpi – Villaverde Alto
Dada la antigüedad de las estaciones, así como una demanda que llegó al límite de la capacidad, en los veranos entre 2003 y 2006 se realizaron progresivamente obras de mejora y ampliación, entre las que destaca la ampliación de los andenes de 60 a 90 metros, para dar cabida a trenes de seis coches en vez de cuatro. También se ampliaron los andenes mediante técnicas de excavación con pilotes, lo que permite vestíbulos y andenes más amplios, se instalaron ascensores en todas las estaciones y escaleras mecánicas en muchas, facilitando el acceso a las personas discapacitadas, se compraron nuevas unidades móviles de la serie 3000 y se remodelaron los vestíbulos quitando las taquillas, poniendo nuevas máquinas expendedoras, cambiando los tornos e instalando un puesto de información en cada estación. Además, en algunas estaciones como Callao o Embajadores se dejaron los raíles a ras de suelo, es decir, cubriendo las traviesas con hormigón, al estilo de un metro ligero o un tranvía. 
Otra razón para estas obras es hacer frente al aumento de demanda que previsiblemente se produciría con la ampliación de la línea por el sur, desde Legazpi hasta Hospital 12 de Octubre y Villaverde Alto siguiendo el recorrido de las Avenidas de Córdoba y Andalucía.
La estación de Almendrales cuenta con la particularidad de tener cuatro vías (dos de ellas sin andén), lo que permite apartar trenes para que inviertan la marcha en la estación reforzando el servicio en hora punta entre Moncloa y Legazpi.
Durante las obras de ampliación a Hospital 12 de Octubre, al conocerse la existencia de cuatro vías en la estación de Almendrales hubo un temor generalizado de que la línea se explotase con dos tramos diferentes como las líneas 7, 9, 10. Con la inauguración el 21 de abril de 2007, se confirmó que los trenes recorren una línea única y continúa y no se hace cambio de tren en esa estación, como ya se adelantó, sino que se usan dos de las vías como apartadero en horas valle para trenes que refuercen en horas punta.
Los días 6, 7 y 8 de julio de 2023, debido al festival Mad Cool, la línea amplió su servicio hasta las 4:00 de la mañana, sin embargo, solo como lanzadera cada 5 minutos, con paradas en Villaverde Alto, Legazpi, Embajadores y Sol, saltándose el resto de estaciones que cerraron en su horario habitual. El primer día cubrió la franja horaria de 23:30 a 02:00 horas y el 7 y 8 de 00:15 a 4:00 horas.

### Villaverde Alto - El Casar
La ampliación a Villaverde Alto dejó la línea muy cerca del término municipal de Getafe, motivo por el que ya desde la legislatura 2011-2015 la Comunidad de Madrid empezó a tantear la idea de una ampliación a El Casar, aunque a causa de la crisis Metro redujo su ritmo de expansión, limitándose a inaugurar en 2011 el tramo de línea 2 entre La Elipa y Las Rosas y en 2015 el tramo de línea 9 entre Mirasierra y Paco de Lucía.
La Comunidad retomó el proyecto en diciembre de 2019, si bien el comienzo de las obras se atrasó primero a mediados de 2021 y luego a enero de 2022, comenzando finalmente el 8 de febrero de 2022. El plazo original de ejecución era de 22 meses, hasta diciembre de 2023, añadiendo 2,5 nuevos kilómetros a la línea con un presupuesto de 92,3 millones de euros.
A agosto de 2023 la ampliación marchaba con un retraso de casi un año debido a un terreno más duro de lo esperado que ha dificultado los trabajos de excavación. En primavera de 2024 se cortó el servicio de línea 12 para permitir la conexión entre ambas líneas por un tunelillo para vehículos de mantenimiento. En febrero de 2024 el consejero de Transportes afirmó que esperaban inaugurar el tramo «antes de Navidad», si bien las obras siguieron sufriendo retrasos y fueron atrasadas primero a inicios de 2025 —debido a unas filtraciones de agua en el túnel—, luego a finales de marzo —debido a unas intensas lluvias— y finalmente a abril. A mediados de marzo, tras la finalización de la obra, comenzaron las pruebas sin pasajeros en el nuevo tramo. Finalmente, la inauguración del tramo se produjo el 21 de abril de 2025.

## Recorrido

Recorrido de la línea 3

La línea parte de la Plaza de la Moncloa, en el noroeste de la zona central de la ciudad, y viaja hacia el sur bajo la calle de la Princesa, recorriéndola en su totalidad hasta la Plaza de España, desde donde continúa bajo la Gran Vía. En la Plaza del Callao gira para circular bajo la calle de Preciados hasta la Puerta del Sol, desde donde continúa hacia el sur, para recorrer por el subsuelo las calles de Lavapiés, Miguel Servet, y tras pasar bajo el barrio de Embajadores, la calle de Palos de la Frontera y el Paseo de las Delicias. Cruza el río Manzanares bajo el Puente de Andalucía y pasa bajo las avenidas de Córdoba y Andalucía para llegar junto a la estación de Cercanías de Villaverde Alto. Finalmente, discurre paralela a la calle de la Acebeda y cruza bajo la M-45 para llegar a la estación de El Casar. Conecta con:
- Línea 1 en la estación de Sol.
- Línea 2 en la estación de Sol y también en Plaza de España mediante correspondencia larga.
- Línea 4 en la estación de Argüelles.
- Línea 5 en la estación de Callao y también en Embajadores mediante correspondencia larga.
- Línea 6 en las estaciones de Moncloa, Argüelles y Legazpi.
- Línea 10 en la estación de Plaza de España.
- Línea 12 en la estación de El Casar.
- Cercanías Renfe Madrid en las estaciones de Sol, Embajadores, Villaverde Alto y El Casar.
- Autobuses interurbanos del corredor 4 en las estaciones entre Legazpi y Villaverde Alto, así como con los de los corredores 5 y 6 en la estación de Moncloa.

## Estaciones
| Estación               | Acc. | Enlaces | Apertura            | Distrito              | Esquema de vías | Notas                                                                            |
| ---------------------- | ---- | ------- | ------------------- | --------------------- | --------------- | -------------------------------------------------------------------------------- |
| Moncloa                |      |         | 17 de julio de 1963 | Moncloa-Aravaca       |                 |                                                                                  |
| Argüelles              |      |         | 15 de julio de 1941 | Moncloa-Aravaca       |                 |                                                                                  |
| Ventura Rodríguez      |      |         | 15 de julio de 1941 | Moncloa-Aravaca       |                 |                                                                                  |
| Plaza de España        |      |         | 15 de julio de 1941 | Moncloa-Aravaca       |                 | Enlace subterráneo con la estación de Noviciado (línea 2)                        |
| Callao                 |      |         | 15 de julio de 1941 | Centro                |                 |                                                                                  |
| Sol                    |      |         | 9 de agosto de 1936 | Centro                |                 |                                                                                  |
| Lavapiés               |      |         | 9 de agosto de 1936 | Centro                |                 |                                                                                  |
| Embajadores            |      |         | 9 de agosto de 1936 | Centro                |                 | Enlace subterráneo con la estación de Acacias (línea 5)                          |
| Palos de la Frontera   |      | ()      | 26 de marzo de 1949 | Arganzuela            |                 | Anteriormente Palos de Moguer (1949-1986) Ampliación de línea 11 en construcción |
| Delicias               |      |         | 26 de marzo de 1949 | Arganzuela            |                 | Conexión a Cercanías a 100m en la estación homónima.                             |
| Legazpi                |      |         | 1 de marzo de 1951  | Arganzuela            |                 |                                                                                  |
| Almendrales            |      |         | 21 de abril de 2007 | Usera                 |                 | Estación con cuatro vías, dos de las cuales se usan de apartadero                |
| Hospital 12 de Octubre |      |         | 21 de abril de 2007 | Usera                 |                 |                                                                                  |
| San Fermín-Orcasur     |      |         | 21 de abril de 2007 | Usera                 |                 |                                                                                  |
| Ciudad de los Ángeles  |      |         | 21 de abril de 2007 | Villaverde            |                 |                                                                                  |
| Villaverde Bajo-Cruce  |      |         | 21 de abril de 2007 | Villaverde            |                 |                                                                                  |
| San Cristóbal          |      |         | 21 de abril de 2007 | Villaverde            |                 |                                                                                  |
| Villaverde Alto        |      |         | 21 de abril de 2007 | Villaverde            |                 |                                                                                  |
| El Casar               |      |         | 21 de abril de 2025 | Getafe Norte (Getafe) |                 |                                                                                  |